# Cannero Riviera
Cannero Riviera é uma comuna italiana da região do Piemonte, província do Verbano Cusio Ossola, com cerca de 1.050 habitantes. Estende-se por uma área de 14 km², tendo uma densidade populacional de 75 hab/km². Faz fronteira com Aurano, Brezzo di Bedero (VA), Cannobio, Germignaga (VA), Luino (VA), Oggebbio, Trarego Viggiona.

## Demografia
| Variação demográfica do município entre 1861 e 2011                               |
|                                                                                   |
| Fonte: Istituto Nazionale di Statistica (ISTAT) - Elaboração gráfica da Wikipedia |